# Желтошапочный лесной певун
Желтоша́почный лесно́й певу́н (лат. Setophaga pensylvanica) — вид птиц семейства древесницевых.

## Описание
Своё название получил из-за шапочки на голове от жёлтого до зеленоватого цвета, которая по цвету может перейти у взрослого самца до оранжевого. Самка похожа на самца, однако, в целом оперение более тусклое. В белом оперении нижней части по бокам часто находятся вытянутые коричневатые полосы, которые сильнее выражены у самца, чем у самки. На крыльях от серо-чёрного до коричневого цвета имеются жёлтые пятна. Оперение спины серо-чёрное с белыми полосами. Тонкий, острый клюв и ноги чёрные. На лице желтошапочный лесной певун имеет белое оперение с чёрными полосами над глазами, которые могут тянуться вплоть до затылка. У молодых птиц макушка, затылок и спина  зелёные, а лицо серое. У них также едва выражены коричневатые боковые полосы.

## Распространение
Области гнездования находятся на востоке Северной Америки, от южной Канады вплоть до юга Джорджии через Новую Англию, Великие озёра и Аппалачи. Зимой желтошапочный лесной певун мигрирует в Центральную Мексику и Центральную Южную Америку.

## Питание
Питание желтошапочного лесного певуна состоит преимущественно из насекомых, иногда питается также плодами.

## Размножение
Свитое из частей растений и волос гнездо строит на маленьком дереве или кустарнике близко над землёй. В гнездо самка откладывает от 3 до 5 покрытых коричневыми пятнами белых яиц, которые высиживает затем от 12 до 13 дней. Птенцы становятся самостоятельными через 10—12 дней. Буроголовый коровий трупиал как гнездовой паразит откладывает свои яйца в гнездо желтошапочного лесного певуна.

## Угрозы
В юго-восточных областях популяция уменьшилась. Уничтожение жизненного пространства является решающей причиной. В северных областях распространения популяции ещё в некоторой степени стабильны.